# Green Bay Packers 1963
La stagione 1963 dei Green Bay Packers è stata la 43ª della franchigia nella National Football League. La squadra, allenata da Vince Lombardi, ebbe un record di 11-2-1, terminando seconda nella Western Conference.
Entrambe le sconfitte stagionali giunsero contro i Chicago Bears (11–1–2), i campioni NFL di quell'anno, con la sospensione a tempo indefinito dell'halfback Paul Hornung per scommesse che si rivelò troppo da superare per Green Bay. I Packers avevano vinto le cinque precedenti gare di stagione regolare contro i rivali di Chicago, ma segnarono solamente dieci punti complessivi nelle due gare del 1963, A Green BAy sarebbe bastato un pareggio in una delle due gare contro i Bears per andare in finale.

## Roster
| Roster dei Green Bay Packers nel 1963 |
| --- |
| Quarterback - John Roach - Zeke Bratkowski - Bart Starr Running Back - Lew Carpenter - Tom Moore - Elijah Pitts - Jim Taylor - Earl Gros Wide Receiver - Boyd Dowler - Max McGee Tight End - Marv Fleming - Ron Kramer Offensive Linemen - Forrest Gregg T - Dan Grimm G - Jerry Kramer G - PK - Jim Ringo C - Bob Skoronski T - Fuzzy Thurston G Defensive Linemen - Lionel Aldridge DE - Willie Davis DE - Henry Jordan DT Linebacker - Dan Currie - Bill Forester - Ray Nitschke MLB - Dave Robinson OLB Defensive Back - Herb Adderley CB - Hank Gremminger - Bob Jeter CB - Jesse Whittenton - Willie Wood SS/PR Special Team {{{st}}} |
| Legenda - I rookie sono in corsivo. - Il primo ruolo è il principale mentre gli eventuali successivi indicano i ruoli secondari. - (IR) sta per Injured Reserve ed indica la lista ristretta per un solo giocatore infortunato che può tornare ad allenarsi dopo la settimana 6 e a rientrare in prima squadra dopo che questa ha giocato 8 partite. - (NF-Inj.) / (NF-Ill.) stanno rispettivamente per Non-Football Injured e Non-Football Illness ed indicano le liste dove viene inserito un giocatore che ha un infortunio o una malattia non dipendente dal football americano. - (PUP) sta per Physically Unable to Perform ed indica la lista dove viene inserito un giocatore mentre è in attesa di recuperare la condizione fisica. Nella stagione regolare dopo la sesta partita giocata dalla propria squadra, il giocatore ha tempo tre settimane per riprendere ad allenarsi, più tre settimane aggiuntive dal suo rientro agli allenamenti per rientrare in prima squadra. |

## Calendario
| Stagione regolare |              |                        |           |        |                               |          |
| Turno             | Data         | Avversario             | Risultato | Record | Stadio                        | Pubblico |
| 1                 | 15 settembre | Chicago Bears          | S 3–10    | 0–1    | City Stadium                  | 42,327   |
| 2                 | 22 settembre | Detroit Lions          | V 31–10   | 1–1    | Milwaukee County Stadium      | 45,912   |
| 3                 | 29 settembre | Baltimore Colts        | V 31–20   | 2–1    | City Stadium                  | 42,327   |
| 4                 | 6 ottobre    | Los Angeles Rams       | V 42–10   | 3–1    | City Stadium                  | 42,327   |
| 5                 | 13 ottobre   | at Minnesota Vikings   | V 37–28   | 4–1    | Metropolitan Stadium          | 42,567   |
| 6                 | 20 ottobre   | at St. Louis Cardinals | V 30–7    | 5–1    | Busch Stadium                 | 32,224   |
| 7                 | 27 ottobre   | at Baltimore Colts     | V 34–20   | 6–1    | Memorial Stadium              | 60,065   |
| 8                 | 3 novembre   | Pittsburgh Steelers    | V 33–14   | 7–1    | Milwaukee County Stadium      | 46,293   |
| 9                 | 10 novembre  | Minnesota Vikings      | V 28–17   | 8–1    | City Stadium                  | 42,327   |
| 10                | 17 novembre  | at Chicago Bears       | S 7–26    | 8–2    | Wrigley Field                 | 49,166   |
| 11                | 24 novembre  | San Francisco 49ers    | V 28–10   | 9–2    | Milwaukee County Stadium      | 45,905   |
| 12                | 28 novembre  | at Detroit Lions       | P 13–13   | 9–2–1  | Tiger Stadium                 | 54,016   |
| 13                | 7 dicembre   | at Los Angeles Rams    | V 31–14   | 10–2–1 | Los Angeles Memorial Coliseum | 52,357   |
| 14                | 14 dicembre  | at San Francisco 49ers | V 21–17   | 11–2–1 | Kezar Stadium                 | 31,031   |

Note: gli avversari della propria conference sono in grassetto.

### Playoff
| Playoff      |                |                  |           |        |                   |          |
| Turno        | Data           | Avversario       | Risultato | Record | Stadio            | Pubblico |
| Playoff Bowl | 5 gennaio 1964 | Cleveland Browns | V 40–23   | 1–0    | Miami Orange Bowl | 54.921   |

## Classifiche
| NFL Western Conference |    |    |   |      |        |     |     |     |
|                        | V  | S  | P | %    | DIV    | PF  | PS  | STR |
| Chicago Bears          | 11 | 1  | 2 | .917 | 10–1–1 | 301 | 144 | V2  |
| Green Bay Packers      | 11 | 2  | 1 | .846 | 9–2–1  | 369 | 206 | V2  |
| Baltimore Colts        | 8  | 6  | 0 | .571 | 7–5    | 316 | 285 | V3  |
| Detroit Lions          | 5  | 8  | 1 | .385 | 4–7–1  | 326 | 265 | S1  |
| Minnesota Vikings      | 5  | 8  | 1 | .385 | 4–7–1  | 309 | 390 | V1  |
| Los Angeles Rams       | 5  | 9  | 0 | .357 | 5–7    | 210 | 350 | S2  |
| San Francisco 49ers    | 2  | 12 | 0 | .143 | 1–11   | 198 | 391 | S5  |

Nota:  i pareggi non venivano conteggiati ai fini della classifica fino al 1972.